# غاو مجدبرج-انهالت
غاو مجدبرج-انهالت كان قسمًا إداريًا لألمانيا النازية من عام 1933 إلى عام 1945 في ولاية أنهالت الألمانية ومقاطعة سكسونيا البروسية. قبل ذلك، من عام 1927 إلى عام 1933، كان التقسيم الإقليمي للحزب النازي في تلك المنطقة.

## التاريخ
تم إنشاء نظام النازي جاو في الأصل في مؤتمر للحزب في 22 مايو 1926، من أجل تحسين إدارة هيكل الحزب. منذ عام 1933 وما بعده، بعد الاستيلاء النازي على السلطة، حل الجاو محل الولايات الألمانية كتقسيمات إدارية في ألمانيا. 
على رأس كل جاو، هناك غاوليتر ذو صلاحيات شبه مطلقة. كل غاولتير محلي غالبًا ما كان يشغل مناصب حكومية بالإضافة إلى مناصب حزبية وكان مسؤولًا، من بين أشياء أخرى، عن الدعاية والمراقبة، ومنذ سبتمبر 1944 فصاعدًا، فولكسستورم والدفاع عن الغاو.  
تم شغل منصب غاولايتر مجدبرج-انهالت من قبل Wilhelm Friedrich Loeper من عام 1927 إلى عام 1935، يليه نائبه Joachim Albrecht، بعد وفاة Loeper من السرطان، الذي كان يدير الغاو بنشاط من عام 1935 إلى عام 1937. كان رودولف جوردان الغاولايتر لبقية تاريخه من عام 1937 حتى عام 1945.   حُكم عليه بالسجن 25 سنة في الاتحاد السوفياتي بعد الحرب، لكن أُطلق سراحه عام 1955 وتوفي عام 1988.  نشر سيرته الذاتية عن وقته في منصب الغاولايتر وفي الأسر التي لم تظهر أي إشارة إلى أنه كان على استعداد لتحمل المسؤولية عن الأحداث في ألمانيا النازية. 

## روابط خارجية
- قائمة مصورة من Gauleiter